# Trịnh Tuấn
Trịnh Tuấn là một nhà thư pháp người Việt. Với những bút hiệu như Chu Giang Phong, Ái Châu Thư Sĩ, Ngọa Sơn, ông nổi tiếng với các Bộ tác phẩm thư pháp khổng lồ như Kỷ lục Thư pháp Truyện Kiều dài 300m hay Bộ thư pháp kỷ lục về Tuyên ngôn Độc Lập trên gỗ nặng 400 kg bằng thư pháp chữ quốc ngữ mặc dù sau đó trong một phát ngôn, ông cho rằng đây là việc làm bốc đồng và từ đó chuyển sang học thư pháp chữ hán. Đã có hơn 20 cuộc triển lãm cá nhân và tập thể trong và ngoài nước.
Ông từng là nhà báo, nhà giáo. Sáng lập các Dự án đào tạo thư pháp Việt ngữ ở Trung tâm Văn hóa ngôn ngữ Đông Tây và Trường Quốc tế Hà Nội VIP.
Hiện tại ông là một Đông Y Sĩ kiêm Dược Sĩ Y học cổ truyền, khám và bốc thuốc chữa bệnh tại tư gia.
Ông làm thơ, viết văn theo khuynh hướng cổ điển. Các thể thơ ông hay viết là thơ lục bát và tự do, mang âm hưởng hoài cổ. Văn xuôi của ông sáng tác theo lối tiểu thuyết phân tâm học, các tác phẩm gần như không có nhân vật.